# Bollwiller
Bollwiller (deutsch Bollweiler) ist eine französische Gemeinde mit 4104 Einwohnern (Stand 1. Januar 2022) im Département Haut-Rhin in der Region Grand Est (bis 2015 Elsass).

## Lage
Die Gemeinde liegt in der Oberrheinebene zwischen der 15 Kilometer entfernten Stadt Mülhausen im Süden und Colmar im Norden (Entfernung 30 km), in der Nähe von Guebwiller (7 km nordwestlich).

## Geschichte
Bollwiller wurde im Jahr 737 als Baltovilare erstmals schriftlich erwähnt. 
Von 1871 bis zum Ende des Ersten Weltkriegs gehörte der Ort als Teil des Reichslandes Elsaß-Lothringen zum Deutschen Reich und war dem Kreis Gebweiler im Bezirk Oberelsaß zugeordnet.

### Bevölkerungsentwicklung
| Jahr      | 1910 | 1962 | 1968 | 1975 | 1982 | 1990 | 1999 | 2009 | 2017 |
| --------- | ---- | ---- | ---- | ---- | ---- | ---- | ---- | ---- | ---- |
| Einwohner | 1154 | 2536 | 2846 | 3007 | 2951 | 3194 | 3550 | 3555 | 4027 |

## Wappen
Wappenbeschreibung: In Grün ein schrägrechter silberner Balken von je drei goldenen Merletten zu seinen Seiten begleitet.

## Verkehr
Der Bahnhof Bollwiller liegt an der Bahnstrecke Strasbourg–Basel. Die Strecke wird von den TER Grand Est in der Relation Straßburg–Colmar–Mülhausen–Basel im Halbstundentakt bedient. Die Bahnstrecke trennt die Gemeinde vom benachbarten Feldkirch.
Die Buslinie 54 bindet die Gemeinde mehrmals täglich an Mülhausen und Guebwiller an.

## Kultur

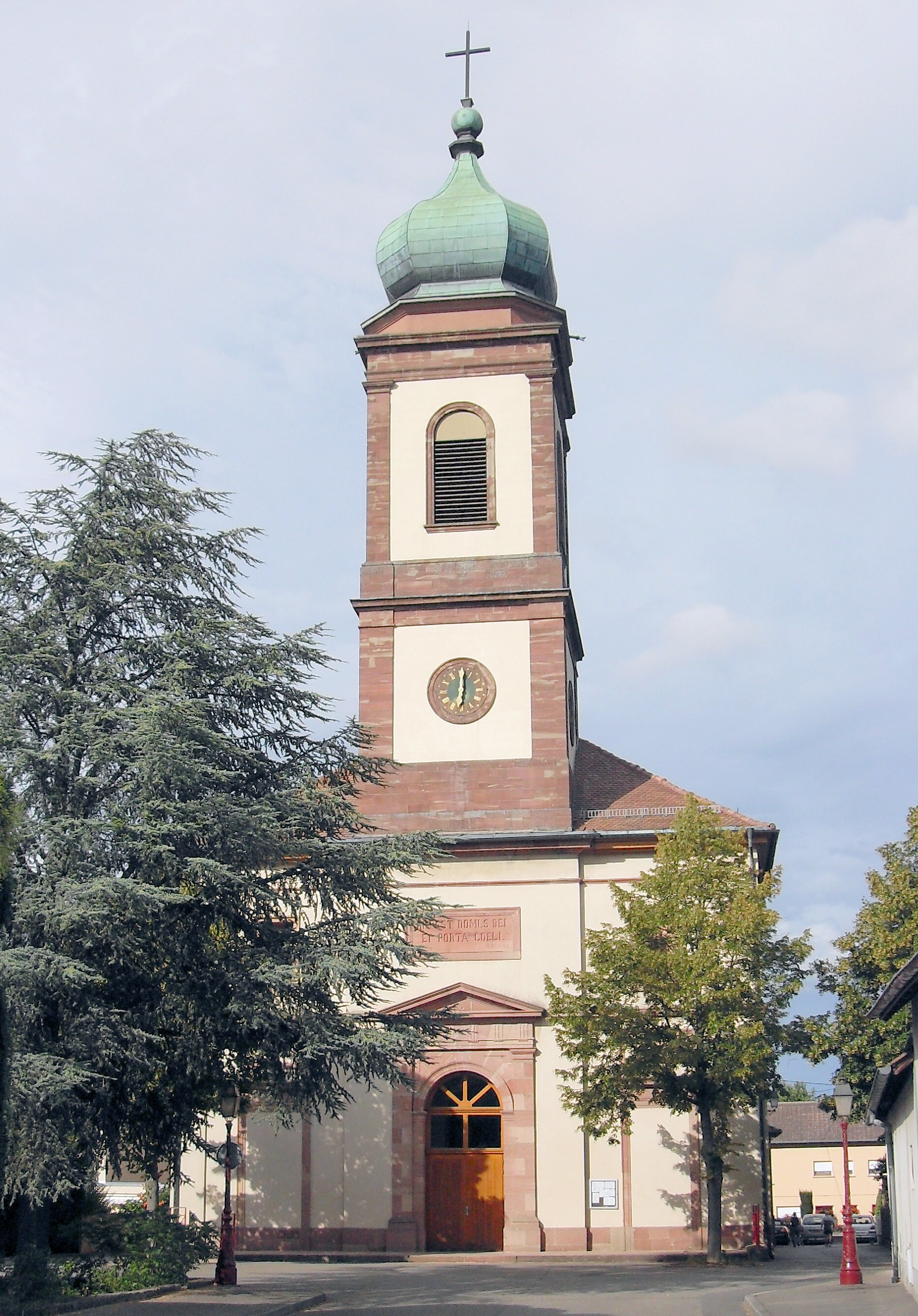
Karlskirche

Die 1740 von Jean Baumann in Bollweiler gegründete Baumschule Baumann wurde 1838 zu den bedeutendsten Baumschulen im deutschsprachigen Raum gezählt. Ihr Name ist mit der Kultivierung zahlreicher Pflanzen verbunden, darunter die Bollweiler Birne und die Haselnuss-Sorte Wunder aus Bollweiler. Eine um 1800 von Jean-Baptiste van Mons in Belgien gezüchtete Apfelsorte wurde zu Ehren der Besitzer der berühmten Baumschule Baumanns Renette benannt.

## Persönlichkeiten
- Alphonse Baumann (1826–1909), Maler
- Amélie Zurcher (1858–1947), in Bollwiller geboren, gilt als Begründerin des Kali-Bergbaus im Bassin potassique nordwestlich von Mülhausen.